# Personaggi di Castlevania
Questa è una lista dei personaggi della serie di videogiochi Castlevania della Konami.

## Dinastia Belmont
La dinastia Belmont è acerrima nemica di Dracula da molto prima che egli fosse conosciuto sotto tale nome. Di consuetudine, essi e il vampiro si scontrano in media ogni cento anni, in capo tra il sedicesimo e il diciannovesimo anno di età dei protagonisti. Le date raffigurate a ciascun nome rappresentano l'anno, o gli anni in cui si sono verificati tali scontri.

### Simon Belmont
Simon Belmont (シモン・ベルモンド?, Shimon Berumondo) (1691, 1698) è un personaggio ricorrente nella serie: è il protagonista del primo Castlevania, oltre che di Castlevania II: Simon's Quest e di Super Castlevania IV; appare inoltre in Castlevania Judgment.
Dopo aver sconfitto Dracula, il vampiro sacrificò una sua imminente resurrezione in modo da maledire Simon. Per rimuovere la maledizione, Simon dovette trovare il corpo di Dracula. Per complicare la sua impresa, i seguaci di Dracula nascosero parti del suo corpo sparse nella Transilvania. Nonostante tutto Simon trovò con successo tutte le parti del corpo e risvegliò il vampiro un'altra volta. Dopo di che, lo sconfisse senza problemi e rimosse la maledizione.
In Judgment, Simon funge da poster man. Nella sua modalità storia affronta i guerrieri leggendari Sipha Belnades e Grant Danasty, per poi sconfiggere anche Trevor Belmont, il suo antenato (primo Belmont a sconfiggere Dracula) realizzando così che il proprio potere va ben oltre la frusta Vampire Killer.
In Castlevania: Lords of Shadow - Mirror of Fate Simon è il figlio di Trevor Belmont e nipote di Gabriel Belmont, ora conosciuto come il Signore dell'Ombra Dracul. Sua madre venne uccisa dalle creature di Dracul sotto i suoi occhi, ma riesce a scappare e a trovare rifugio da alcune popolazioni delle montagne. Addestrandosi duramente nel corso degli anni, alla fine, armato di una letale frusta, arriva al Castlevania dove (a sua insaputa), combatte al fianco del padre Trevor, ora divenuto Alucard. Alla fine i due riescono a sconfiggere temporaneamente Dracul.
È doppiato da Hideo Ishikawa (voce giapponese in DreamMix TV World Fighters, Super Smash Bros. Ultimate e Castlevania: Grimoire of Souls), Kenichi Suzumura (voce giapponese in Castlevania Judgement), Keith Silverstein (voce inglese in Castlevania Judgement e Super Smash Bros. Ultimate), Alec Newman (Castlevania: Lords of Shadow - Mirror of Fate), Ryan Drees (voce inglese in Castlevania: Grimoire of Souls), Andrew Kavadas (Un videogioco per Kevin- Captain N) e in italiano da Gabriele Carrara (Un videogioco per Kevin- Captain N).

### Gabriel Belmont
Gabriel Belmont (1047) appare per la prima volta in Castlevania: Lords of Shadow, reboot della saga pubblicato nel 2010, e le sue vicissitudini sono considerate indipendenti dal resto della saga. Egli è un cavaliere appartenente a un gruppo conosciuto come Confraternita della Luce, che lotta contro le creature soprannaturali. Alla morte di sua moglie Marie, sopraggiunta a causa di tali creature, a Gabriel viene affidato il compito di liberare le anime mietute dalla creature, ancora intrappolate sulla terra. Sotto il suggerimento di Zobek, un suo commilitone, Gabriel conta di poter recuperare tre pezzi di un artefatto conosciuto come Maschera di Dio per poter riportare in vita Marie, e attraversa diverse lande e sconfigge i detentori di ciascun pezzo: i Signori dell'Ombra.
Ma quando Gabriel ricompone finalmente la maschera, appare dinnanzi a lui nuovamente Zobek, che rivela di aver programmato ogni cosa, inclusa la dipartita di Marie, affinché Gabriel potesse trovare i pezzi, e vendicarsi dei suoi compagni, che non condividevano la sua idea di unire i loro poteri per dominare il mondo. L'uomo viene poi eliminato dal Diavolo in persona, che fronteggia Gabriel. Alla fine dello scontro, Gabriel comprende che la Maschera non può riportare Marie a sé, e cade in disperazione. Maledetto dalla profezia che gravava sui Signori dell'Ombra, Gabriel diviene la nuova guida delle forze oscure del mondo, e la cosa lo devasta a tal punto che impazzisce. Dopo la fine della sua epica battaglia contro Satana, Gabriel viene contattato da Laura, la figlia di Carmilla (precedentemente sconfitta), che lo informa della liberazione di un potente demone chiamato il "Dimenticato"; per raggiungere la prigione dimensionale Gabriel non ha altra scelta che bere il sangue di Laura, riempiendosi così di oscurità pura. Dentro la prigione Gabriel combatte contro il demone, che cerca di usare metà del proprio potere per sciogliere i sigilli; a questo punto Gabriel, all'ultimo momento, assorbe la metà dei poteri del Dimenticato diventando così abbastanza potente da riuscire a sconfiggerlo. Diventato il nuovo Signore dell'Ombra acquisisce una nuova identità: Dracula.
È doppiato da Robert Carlyle (voce inglese) e Keiji Fujiwara (voce giapponese).

### Trevor C. Belmont
Trevor C. Belmont (1476, 1479) è il protagonista del gioco Castlevania III: Dracula's Curse e della prima serie animata (Castlevania). Nel seguito parte alla volta del Castlevania per impedire ai servitori di Dracula di far risorgere il loro signore. Tuttavia, Trevor scopre che uno di essi, Hector, non è più tra i ranghi del vampiro, ed è giunto sul luogo per il suo stesso motivo, oltre che per vendicare la sua defunta moglie.
In Castlevania: Lords of Shadow - Mirror of Fate Trevor è il figlio di Gabriel Belmont, divenuto come il padre un guerriero della Confraternita della Luce. Nella sua ultima avventura, attraverso un frammento dello Specchio del Destino scopre che il Signore dell'Ombra Dracul è in realtà suo padre Gabriel. Deciso a dar pace all'ormai perduto padre lo affronta ma viene sconfitto. In punto di morte rivela Dracul che lui è suo figlio (verità compresa dallo stesso Principe delle Tenebre attraverso lo Specchio del Destino); Dracul, per non veder morire il suo unico figlio, gli dona una parte del suo sangue, tuttavia non sembra funzionare. Distrutto, Dracul mette Trevor in una bara e incide su di essa il nome che, una volta risvegliato grazie al sangue di suo padre, decide di usare: Alucard.
In Castlevania: Lords of Shadow 2 il suo spirito da bambino guida il padre nel suo castello per fargli recuperare i ricordi, ricomponendo lo Specchio del Destino.
È doppiato da Yasunori Masutani (voce giapponese in Castlevania: Curse of Darkness e Castlevania: Grimoire of Souls), Takashi Kondō (voce giapponese in Castlevania Judgement), Micheal Turpin (voce inglese in Castlevania: Grimoire of Souls), Richard Madden (Castlevania: Lords of Shadow - Mirror of Fate), Stuart Campbell (Castlevania: Lords of Shadow 2), Richard Armitage (serie animata Netflix) e in italiano da Francesco Orlando (serie animata Netflix).

### Richter Belmont
Richter Belmont (1792/1797) è uno dei membri più importanti della famiglia Belmont. Richter è anche il protagonista di due giochi (Castlevania: Rondo of Blood e Castlevania: Vampire's Kiss) e della seconda serie animata (Castlevania: Nocturne). In Vampire's Kiss Richter si avventurò nel castello di Dracula per sventare i suoi piani e per salvare la sua fidanzata Annette. In Symphony of the Night,  scomparve misteriosamente. Venne infatti maledetto e controllato mentalmente dal sacerdote oscuro Shaft, servo di Dracula. Viene però in seguito salvato dal vampiro mezzosangue Alucard, che lo farà tornare in sé. Nelle sue prime apparizioni, Richter indossa una bandana e una uniforme blu. In Symphony of the Night invece indossa un completo da nobile, mentre i suoi capelli sono più lunghi.
In Castlevania: Portrait of Ruin, la frusta Ammazzavampiri produce uno spirito basato su Richter quando Jonathan Morris decide di effettuare un test per riuscire a utilizzarla. Jonathan sfida lo spirito e lo batte, ritenendosi così degno di utilizzare la frusta leggendaria. Richter è quindi considerato l'ultimo Belmont a impugnare la frusta Ammazzavampiri fino al 1999, anno in cui venne utilizzata da Julius Belmont. Nel medesimo gioco è possibile sbloccarlo come personaggio giocabile.
Richter appare nel picchiaduro crossover Super Smash Bros. Ultimate come personaggio giocabile.
È doppiato da Jin Horikawa (voce giapponese in Castlevania: Rondo of Blood), Kiyoyuki Yanada (voce giapponese in Castlevania: Symphony of the Night, Castlevania: The Dracula X Chronicles, Castlevania: Harmony of Despair, Super Smash Bros. Ultimate e Castlevania: Grimoire of Souls), David Vincent (voce inglese in Castlevania: The Dracula X Chronicles, Castlevania: Harmony of Despair e Super Smash Bros. Ultimate), Matthew Barron (voce inglese in Castlevania: Grimoire of Souls), Edward Bluemel (Castlevania: Nocturne), Benjamin Plessala (Castlevania: Nocturne; da bambino), SungWon Cho (Vampire Survivors) e in italiano da Renato Novara (Castlevania: Nocturne).

### Leon Belmont
Leon Belmont (1094) appare per la prima volta in Castlevania: Lament of Innocence ed è il membro della famiglia Belmont che ingaggia l'eterna lotta contro Dracula. Leon era un guerriero a servizio di uno sconosciuto ordine ecclesiastico che lascia, insieme al suo titolo nobiliare di barone, per dedicarsi a una vita tranquilla insieme alla sua promessa sposa, Sara Trantoul. Tuttavia, la sua vita pacifica dura poco, in quanto Walter Bernhard, un vampiro residente nella celebre "Castlevania" (che sarà a seguito la residenza di Dracula) rapisce Sara, mettendo Leon sulle sue tracce. Aiutato dal alchimista Rinaldo Gandolfi, Leon si fa strada tra i subordinati di Walter e ritrova Sara, ma quando i due cercano di fuggire via dal castello, Rinaldo scopre che Sara, ormai contaminata da Walter, è in procinto di trasformarsi in un vampiro. Non potendo fare più niente, Sara decide di sacrificarsi affinché Rinaldo possa forgiare un'arma che consenta a Leon di sconfiggere Walter, e viene creata così l'arma che poi il resto della dinastia Belmont si tramanderà nel corso delle generazioni, la frusta "Ammazzavampiri" ( "Vampire Killer" nella lingua originale).
Leon si fa allora largo e uccide il vampiro, ma in quell'istante giunge una bruciante rivelazione. Alla morte di Walter, appare Mathias Cronqvist, il suo amico più fidato, creduto morente a causa dei malori sopraggiunti con la perdita della moglie, che si è servito di Leon affinché egli uccidesse Walter, così che Mathias potesse catturarne l'essenza e diventare un vampiro. Leon cerca di attaccarlo, ma prima che possa farlo Mathias si dilegua, lasciandolo alle prese con la Morte. Da allora, Leon giura che egli e tutti i suoi discendenti, gli avrebbero dato la caccia per l'eternità, dando così inizio alla interminabile secolare battaglia tra la dinastia Belmont e quello sarebbe stato conosciuto da quel momento in poi, con il nome di "Dracula".
È doppiato da Nobutoshi Canna (voce giapponese).

### Sonia Belmont
Sonia Belmont (1450) appare per la prima volta in Castlevania Legends. Sonia è la prima donna della dinastia Belmont a fronteggiare Dracula, e nasce con l'abilità di vedere spiriti normalmente non percepibili dalle persone. All'età di diciassette anni, Sonia incontra Alucard (con il quale si presume ella abbia avuto una relazione), in cerca del padre, e insieme si recano alla volta del Castlevania, per ultimare l'ormai "rituale" scontro centenario contro il suddetto vampiro. Nel gioco cancellato Castlevania Resurrection, ambientato nel 1666, anno in cui Dracula avrebbe dovuto essere resuscitato in assenza di un Belmont che potesse opporsi a lui, Sonia sarebbe dovuta essere resuscitata da una forza sconosciuta e avrebbe dovuto combattere al fianco del suo discendente del futuro, Victor.

### Christopher Belmont
Christopher Belmont (1576, 1591) è il protagonista di Castlevania: The Adventure e Castlevania II: Belmont's Revenge. Christopher è il bisnonno di Simon e fu considerato un eroe leggendario nella sua epoca. Tra i Belmont, fu il primo a sconfiggere Dracula per due volte, e fu anche il più anziano della famiglia quando lo sconfisse. Poco dopo aver sconfitto Dracula per la prima volta, ebbe un figlio, Soleiyu. Quindici anni dopo, il ragazzo venne rapito e sfruttato dallo spirito di Dracula, che voleva usarlo per riprendersi le sue sembianze umane, e venne trasformato in un demone. Dopo aver scoperto la cattiva notizia, Christopher parte per cercarlo in quattro castelli più l'appena ricomparso Castlevania, e dopo averlo sconfitto, lo fa tornare in sé, poi sconfigge Dracula, e padre e figlio scappano dal castello che crolla. Christopher vuole molto bene a suo figlio, dato che rimane inorridito quando scopre che è stato rapito, passa tutto Belmont's Revenge per salvarlo, e anche il finale del gioco afferma che Dracula è stato sconfitto dall'amore di un padre per il proprio figlio.

### Soleiyu Belmont
Soleiyu Belmont (1591) è il figlio di Christopher. Nacque poco dopo che suo padre sconfisse Dracula, e da lui imparò a usare la Vampire Killer, come i suoi predecessori. A quindici anni, completò il suo addestramento, e ci fu una cerimonia di maggiore età per celebrare l'evento. Sfortunatamente, lo spirito di Dracula, che voleva usarlo per riottenere le sue vere sembianze, lo rapisce e lo trasforma in un demone, usandolo contro il suo stesso padre. Dopo essere stato salvato dal padre, lo avverte dicendogli che Dracula aveva intenzione di usare gli spiriti dei quattro castelli circostanti, e scappano dal castello che crolla.

### Juste Belmont
Juste Belmont (1748) appare in Castlevania: Harmony of Dissonance. Egli è il nipote di Simon e il padre o nonno di Richter, e possedendo dei legami di sangue con la famiglia Belnades, è anche dotato di particolari poteri magici. Juste si scontra con Dracula dopo il rapimento di Lydie Erlanger, sua amica d'infanzia.
È doppiato da Tadasuke Omizu (Castlevania: Harmony of Dissonance), Iain Glen (Castlevania: Nocturne) e in italiano da Riccardo Rovatti (Castlevania: Nocturne).

### Victor Belmont
Victor (XIX secolo) avrebbe dovuto essere il protagonista, assieme all'antenata Sonia, dell'annullato Castlevania: Resurrection. Secondo la trama, avrebbe dovuto essere un Belmont che non accettava il suo destino di cacciatore di vampiri e giocava d'azzardo. Durante una rissa con un altro giocatore d'azzardo, nella quale era sul punto di aggredirlo con un coltello, avrebbe dovuto essere trasportato da una forza misteriosa nel 1666, anno privo di Belmont capace di affrontare un Dracula rianimato, per affrontarlo e sconfiggerlo, venendo assistito da Sonia, anche lei resuscitata a causa di quella stessa forza misteriosa e portata nel futuro per sconfiggere Dracula e aiutare il suo discendente nello scopo.
Compare in Castlevania: Lords of Shadow 2 come l'ultimo Belmont in grado di contrastare il suo antenato Gabriel Belmont divenuto Dracul.
È doppiato da Anthony Howell.

### Julius Belmont
Julius Belmont (ユリウス・ベルモンド?, Yuriusu Berumondo) (1999) è l'ultimo discendente noto della famiglia Belmont.
È considerato immensamente forte, anche a confronto coi propri antenati. Gran parte della sua fama deriva dall'essere riuscito dove tutti i suoi predecessori avevano fallito: Julius ha sconfitto Dracula nel 1999, ad appena 19 anni, sigillando il suo castello grazie a un'eclissi di sole e privandolo per sempre della capacità di risorgere. La vittoria è stata tuttavia pagata a caro prezzo, in quanto l'ultimo Belmont ha perso la memoria e la frusta, rimasta nel castello. Con la riapparizione di Castlevania nel 2036, "J" inconsciamente è attratto dalla fortezza e inizia a cercare indizi sulla propria identità. Dopo aver riacquistato la memoria e aver scoperto che Soma Cruz è la reincarnazione di Dracula, Julius si dirige alla ricerca della sua frusta. Dopo averla ritrovata sfida a duello Soma, alle porte del Caos. Soma esce vincitore, in quanto Julius ha percepito il bene dentro di lui e si è inconsciamente trattenuto nel corso del combattimento.
È doppiato da Osamu Ryutani (voce giapponese in Castlevania: Aria of Sorrow) e Tetsu Inada (voce giapponese in Castlevania: Dawn of Sorrow e Castlevania: Harmony of Despair).

## Altri protagonisti

### Alucard
Alucard (アルカード?, Arukādo) è un vampiro mezzosangue con tutti i vantaggi dei vampiri, figlio di Dracula e di una donna umana, Lisa. La madre, in punto di morte, lo ha pregato di non odiare gli esseri umani: questo lo ha portato a combattere contro suo padre, aiutando i Belmont e altri cacciatori di vampiri. Appare per la prima volta in Dracula's Curse, come personaggio giocabile selezionabile alternativamente a Trevor Belmont, mentre è protagonista in Symphony of the Night. Apparirà come comprimario in Castlevania Legends, mentre in Aria of Sorrow e in Dawn of Sorrow assume un'altra identità per non farsi riconoscere, facendosi chiamare Genya Arikado (有角 幻也?, Arikado Gen'ya). In questo modo, Alucard cerca di impedire che il potere malvagio di suo padre finisca in mani sbagliate. In quest'ultimo gioco, Alucard può essere selezionato come personaggio giocabile in una modalità alternativa a quella principale. In Castlevania Judgment combatte contro Simon nel video introduttivo, e nella sua modalità storia affronta Carmilla, Morte e lo stesso Dracula.
In Castlevania: Lords of Shadow - Mirror of Fate egli prima è Trevor Belmont, figlio di Gabriel Belmont, ora divenuto Dracula, intenzionato a uccidere il padre per mettere fine alle sue sofferenze. Verrà alla fine ucciso da Dracul e prima che possa spirare rivelerà di essere suo figlio. Scioccato da questa rivelazione Dracul cerca di rianimare suo figlio con il suo sangue, inutilmente. Alla fine lo posa in una bara e incide su di essa il nome di Alucard (il contrario del suo nome: Dracula). Lentamente risorto Alucard sviluppa un profondo odio nei confronti del padre, e giura di ucciderlo per averlo reso, come lui, un vampiro. Ci riuscirà (anche se solo per un breve periodo) insieme a suo figlio Simon Belmont. Ricompare in Castlevania: Lords of Shadow 2 in cui vuole aiutare suo padre a liberarsi delle sue caratteristiche immortali, non prima di aver eliminato Zobek, il Signore dei Negromanti, un tempo suo nemico giurato, e Satana, che aveva ricacciato all'inferno. Con uno stratagemma Alucard addormenta il padre e nel corso dei secoli programma tutto per il loro piano, uccidendo anche il servitore di Zobek e prendendone segretamente il posto. Alla fine Alucard si rivela al padre Dracul e, dopo aver sconfitto Zobek, affrontano Satana a bordo di un Leviatano. In un ultimo tentativo di distruggere Dracul, Satana possiede Alucard, ma, con un inganno, Dracul riesce a farlo uscire dal corpo del figlio e lo uccide.
È doppiato da Ryōtarō Okiayu (voce giapponese in Castlevania: Symphony of the Night, Castlevania: Dawn of Sorrow, Castlevania: Harmony of Despair e Super Smash Bros. Ultimate e Castlevania: Grimoire of Souls), Mamoru Miyano (voce giapponese in Castlevania Judgement), Robert Belgrade (voce inglese in Castlevania: Symphony of the Night), Yuri Lowenthal (voce inglese in Castlevania: The Dracula X Chronicles, Castlevania Judgement, Castlevania: Harmony of Despair e Super Smash Bros. Ultimate), Richard Madden (Castlevania: Lords of Shadow - Mirror of Fate e Castlevania: Lords of Shadow 2), Ian James Corlett (Un videogioco per Kevin- Captain N), James Callis (serie animata Netflix e Castlevania: Nocturne) e in italiano da Fabrizio Vidale (Un videogioco per Kevin- Captain N) e Valerio Amoruso (serie animata Netflix e Castlevania: Nocturne).

### Maria Renard
Maria Renard (マリア･ラーネッド?, Maria Rāneddo) è inizialmente indicata come una lontana parente dei Belmont, ma in seguito alla riscrittura della sua storia, viene poi riconosciuta come la cognata di Richter Belmont, in quanto è la sorella minore di Annette Renard, fidanzata di Richter. Nel 1792, Maria venne catturata insieme ad altre ragazze, e portata al castello di Dracula. Richter Belmont salvò Maria da Shaft, uno dei servitori di Dracula. Dopo essere stata salvata, Maria diventa un personaggio giocabile e utilizza vari animali magici come armi da combattimento. Un finale alternativo mostra Maria sconfiggere Dracula al posto di Richter.
Quattro anni dopo la sconfitta di Dracula, Richter scomparve. Maria partì subito alla sua ricerca. Dopo un anno di ricerche, nel 1797, riuscì a trovare il castello di Dracula, Castlevania. Una volta introdotta nel castello, si rese conto che Richter era sotto il controllo mentale del sacerdote Shaft. Con l'aiuto di Alucard, Maria riuscì a liberare Richter dall'influsso oscuro. Nel finale principale della storia, Maria fa ritorno a casa con Richter. Maria compare inoltre come personaggio giocabile in Castlevania: Portrait of Ruin, in una modalità non inerente alla storia.
È doppiata da Yoko Teppouzuka (voce giapponese in Castlevania: Rondo of Blood), Hekiru Shiina (da bambina; voce giapponese in Castlevania: Symphony of the Night), Chisa Yokoyama (da adulta; voce giapponese in Castlevania: Symphony of the Night), Sawa Ishige (voce giapponese in Castlevania: The Dracula X Chronicles), Miyu Matsuki (voce giapponese in Castlevania Judgement), Chiwa Saitō (voce giapponese in Castlevania: Harmony of Despair), Akari Kito (voce giapponese in Castlevania: Grimoire of Souls), e Diana Garnet (voce inglese in Castlevania: Grimoire of Souls), Pixie Davies (Castlevania: Nocturne) e in italiano da Tana de Domenico (Castlevania: Nocturne).

### Soma Cruz
Soma Cruz (来須蒼真?, Sōma Kurusu) è il protagonista di Castlevania: Aria of Sorrow e Castlevania: Dawn of Sorrow, oltre che uno dei personaggi principali in Castlevania: Harmony of Despair. Soma è uno studente trasferitosi per studiare in Giappone, che vive una vita tranquilla con la sua amica d'infanzia Mina Hakuba. Durante gli eventi di Aria of Sorrow, Soma si risveglia insieme a Mina nel castello di Dracula, dove apprende di possedere il Potere di Dominanza, che gli permette di assorbire le anime dei mostri e usare i loro poteri. Lasciata l'amica all'ingresso, Soma si avventura attraverso il castello di Dracula, dove incontra e sconfigge Graham Jones, che aveva nutrito l'idea di essere la reincarnazione di Dracula, ma assorbendo la sua anima Soma scopre che è lui stesso la vera reincarnazione di Dracula: nel momento esatto in cui Dracula venne sconfitto, coloro che nacquero durante la sua morte ne ereditarono i poteri. Con l'aiuto dei suoi amici, Soma è in grado di sfuggire al suo destino sconfiggendo la manifestazione del Caos dentro di sé e riesce a fuggire prima che il castello crolli.
In Dawn of Sorrow, Soma torna in battaglia per combattere il culto di Celia Fortner, che cerca di uccidere Soma per far risorgere il suo signore Dracula. Soma riesce a sconfiggerli, e si rende conto alla fine che egli è libero di determinare il proprio destino piuttosto che voler diventare un altro Dracula.
È doppiato da Hikaru Midorikawa (voce giapponese) e Jack Merluzzi (voce inglese in Castlevania: Grimoire of Souls).

### John Morris
John Morris, nato in Texas, negli Stati Uniti, il 12 dicembre 1895, è un cacciatore di vampiri del clan Morris, lontanamente imparentato con i Belmont, ed è il co-protagonista di Castlevania: The New Generation assieme al suo  amico Eric Lecarde. Richter Belmont, l'ultimo Belmont a usare la frusta Ammazzavampiri prima di allora aveva subito il lavaggio del cervello dal sacerdote oscuro Shaft, e lasciò ai Morris la frusta con un test in cui dovevano affrontar e il suo spirito per usare a pieno il suo pieno potere Nel corso della Prima Guerra Mondiale, nel 1917, John prese la frusta Ammazzavampiri e partì per affrontare Dracula, come fece suo padre Quincy (ispirato dal romanzo di Bram Stoker) venti anni prima, ma dopo la vittoria, era indebolito. Si scoprì che dato che non era discendente diretto dei Belmont, non poteva usare il pieno potere della Ammazzavampiri senza prosciugare la sua energia vitale, e l'uso eccessivo della frusta era fatale. Ebbe un figlio, Jonathan, e gli insegnò solo le basi del combattimento, senza mai spiegargli come usare l'Ammazzavampiri e facendo promettere a Eric di non insegnarlo neanche lui, e anni dopo, morì quando la frusta gli prosciugò tutta la forza vitale.

### Eric Lecarde
Eric Lecarde (エリック・リカード?, Erikku Rikādo) nato il 3 maggio 1892 a Segovia in Spagna, è il miglior amico di John Morris. In Castlevania: The New Generation, impugna la leggendaria Lancia di Alucard e aiuta John a sconfiggere Dracula. Egli però non rivela al suo amico la vera ragione per cui vuole vendicarsi di Dracula. Infatti il conte ha trasformato la sua amata, Gwendolyn, in una vampira.
Eric appare sotto forma di fantasma in Castlevania: Portrait of Ruin, nel quale si fa chiamare Wind. Si ritrova al castello di Dracula per assistere il figlio del suo vecchio amico, Jonathan Morris. Inoltre, le sue due figlie Stella e Loretta sono state imprigionate e trasformate in vampire dal conte Brauner. Durante il corso del gioco, Eric affida delle missioni a Johnathan, ricompensandolo con degli oggetti rari. Alla fine, Eric raggiunge finalmente l'aldilà dopo aver dato l'addio alle figlie tornate alla normalità.
È doppiato da Kohei Fukuhara (voce giapponese in Castlevania: Portrait of Ruin) e Yūko Sanpei (voce giapponese in Castlevania Judgement).

### Shanoa
Shanoa (シャノア?) è l'eroina di Castlevania: Order of Ecclesia. Fa parte dell'ordine di Ecclesia (dal greco εκκλησια: convocazione, assemblea del popolo, termine da cui deriva la parola chiesa), creato apposta per fermare la minaccia di Dracula e dei suoi mostri. Shanoa è considerata l'unica persona in grado di utilizzare il potere di Dominus, un magico glifo che racchiude ciò che si credeva il potere per sconfiggere Dracula e poi rivelatosi il potere di Dracula stesso. Grazie a una runa magica che ha sulla schiena, Shanoa può assorbire i glifi e utilizzarli a suo piacimento per diversi scopi (ad esempio può usarli come armi per combattere). Shanoa è l'amica di infanzia di Albus. Ingannata da Barlowe, il quale scopo è sfruttarla per resuscitare Dracula, uccide inizialmente il suo amico Albus, che si scoprirà essere il fratello, ormai corrotto dal potere del Dominus, e in seguito arriva a eliminare Barlowe stesso, che riesce nonostante tutto a resuscitare il re dei vampiri. Infine, Shanoa raggiunge Dracula e lo elimina con determinazione utilizzando il suo stesso potere, Dominus. Ha i capelli corvini e gli occhi celesti, indossa una veste di colore blu con un'armatura che le copre il petto e degli stivali in pelle. Un tratto che la contraddistingue è che non sorride mai, fatto che lascia perplessi molti abitanti del villaggio.
È doppiata da Hōko Kuwashima (voce giapponese) e Hannah Grace (voce inglese in Castlevania: Grimoire of Souls).

## Antagonisti

### Dracula
Il conte Dracula (ドラキュラ?, Dorakyura) è l'antagonista principale (e più ricorrente) dell'intera serie. Le sue caratteristiche sono basate sul personaggio omonimo di Bram Stoker. Salvo alcune eccezioni, Dracula è l'antagonista di ogni gioco. Il suo desiderio è quello di condurre guerra all'umanità e di possedere il mondo, ma i suoi piani vengono spesso rovinati dalla famiglia dei Belmont in ogni generazione della sua vita immortale. Quando viene sconfitto, Dracula ritorna in vita solamente dopo un secolo. Castlevania: Lament of Innocence narra l'antefatto del vampiro, in gioventù conosciuto come Mathias Cronqvist (マティアス・クロンクビスト?, Matiasu Kuronkubisuto), il miglior amico di Leon Belmont. Dopo la morte della moglie Elisabetha Cronqvist, Mathias decise di rinnegare Dio e diventare cattivo, servendosi del suo amico Leon per rubare l'anima a un vampiro, Walter Bernhard. Dopo che Leon sconfisse Walter, Mathias si impossessò dell'anima del vampiro, divenendo lui stesso uno di essi. Dopo di che, cambiò il suo nome in Dracula. Nonostante sia l'antagonista principale della serie, il suo ruolo è spesso passivo, in quanto aspetta semplicemente nel suo castello, lasciando il lavoro di ostacolare i nemici ai suoi mostri. Il suo aspetto cambia in ogni gioco, anche se ci sono alcuni aspetti ricorrenti, come quello di Symphony of the Night. In tutti i giochi, tranne che in Order Of Ecclesia e Simon's Quest, Dracula possiede almeno una seconda forma che assume dopo la prima sconfitta.
In Castlevania: Lords of Shadow egli prima è Gabriel Belmont (ガブリエル・ベルモンド?, Gaburieru Berumondo), il capostipite della famiglia Belmont, che cerca di usare la reliquia nota come Maschera di Dio, i cui pezzi sono custoditi dai tre Signori dell'Ombra, per riportare in vita la sua defunta moglie Marie. Dopo aver addirittura affrontato Satana in persona, però, scopre che la Maschera non ha l'effetto che credeva; e il destino gioca su di lui la carta più terribile: infatti, una profezia affermava che chiunque avesse sconfitto i Signori dell'Ombra avrebbe preso il loro trono come il Principe delle tenebre. Il dolore di non poter rivedere più la sua amata e di essere diventato il nuovo comandante delle creature che combatteva gli lacera "in silenzio" la sua anima, arrivando addirittura a rinnegare Dio. Con l'aiuto di Laura, la vampira che aveva incontrato nel castello dei Vampiri, viene a sapere della liberazione di un demone noto come il Dimenticato; ma per ucciderlo deve bere il sangue di Laura e assorbire la metà dei poteri del potente demone; Gabriel diviene così Dracul, il Drago, promettendo di fare guerra agli umani. In Castlevania: Lords of Shadow - Mirror of Fate si scontra con Trevor Belmont, che a sua insaputa è suo figlio: una volta che lo Specchio del Destino gli ha mostrato la verità, Dracul cerca di rianimare il figlio con il suo stesso sangue, inutilmente; lo seppellisce nel suo castello, il Castlevania, e giura pieno di rabbia di distruggere tutta l'umanità. Tuttavia suo nipote Simon Belmont e Trevor, divenuto Alucard, riescono a sconfiggerlo, ma un giorno sarebbe ritornato. In Castlevania: Lords of Shadow 2, dopo aver distrutto un intero esercito della Confraternita della Luce, Dracula, su consiglio di Alucard, si fa addormentare per far venire allo scoperto il Satana e il suo vecchio nemico Zobek, e una volta uccisi potrà liberarsi dalle sue caratteristiche immortali. Risvegliatosi ai giorni nostri, con la memoria frammentata, aiuta Zobek a uccidere i discepoli del malvagio Satana, ma alla fine anche lui viene sconfitto. Riunitosi con Alucard si scontreranno con il Satana a bordo di un Leviatano dove alla fine il satanico demone prende possesso del corpo di Alucard; ma con uno stratagemma Dracul riesce a far uscire il Satana dal corpo di suo figlio e a eliminarlo con la sua vecchia arma: la Croce da combattimento.
È doppiato da Hiroya Ishimaru (voce giapponese in Castlevania: Rondo of Blood), Norio Wakamoto (voce giapponese in Castlevania: Symphony of the Night, Castlevania: Portrait of Ruin, Castlevania: The Dracula X Chronicles, Castlevania: Order of Ecclesia, Castlevania: Harmony of Despair e Castlevania: Grimoire of Souls), Takuo Kawamura (Castlevania: Harmony of Dissonance), Nobuhiko Kazama (voce giapponese in Castlevania: Lament of Innocence), Mahito Ōba (voce giapponese in Castlevania: Curse of Darkness), Jōji Nakata (voce giapponese in Castlevania Judgement), Keiji Fujiwara (voce giapponese in Castlevania: Lords of Shadow), Douglas Rye (voce inglese in Castlevania: Curse of Darkness e Castlevania: Portrait of Ruin), Patrick Seitz (voce inglese in Castlevania: The Dracula X Chronicles, Castlevania: Order of Ecclesia, Castlevania Judgement, Castlevania: The Adventure ReBirth e Castlevania: Harmony of Despair), Vinay Murthy (voce inglese in Castlevania: Grimoire of Souls), Robert Carlyle (voce inglese in Castlevania: Lords of Shadow, Castlevania: Lords of Shadow - Mirror of Fate e Castlevania: Lords of Shadow 2), Gary Chalk (Un videogioco per Kevin - Captain N), Graham McTavish (serie animata Netflix), Neil Newborn (Vampire Survivors) e in italiano da Oliviero Dinelli (Un videogioco per Kevin - Captain N), Diego Sabre (serie animata Netflix, stagioni 1-3) e Ruggero Andreozzi (serie animata Netflix, quarta stagione).

### Morte
La Morte (デス?, Desu), qualche volta chiamato in Giappone come il Dio della Morte (死神?, Shinigami), è l'antagonista secondario dell'intera serie. È la personificazione della morte, ed è uno dei più fedeli servitori di Dracula. Per questo motivo, appare in quasi tutti i giochi della serie, spesso come boss vicino alla fine del gioco. Il suo aspetto è quello della morte personificata della cultura popolare, con mantello scuro e falce in mano. In alcuni giochi, la Morte assume una forma differente dopo la sconfitta, come succede a Dracula.
In Castlevania: Lords of Shadow il suo ruolo viene rivestito dal Signore dei Negromanti Zobek (ゾベック?, Zobekku): questi prima era uno dei membri fondatori della Confraternita della Luce, e combattuto una battaglia insieme ai suoi compagni Cornell e Carmilla contro Satana in persona si sdoppiò in due personalità: l'anima divenne uno spirito angelico, secondo solo a Dio, mentre il corpo venne riempito dall'oscurità diventando il terzo Signore dell'Ombra: il Signore dei Negromanti. Ordisce così un piano, grazie a Satana, per dominare il mondo da solo (dato che Cornell e Carmilla volevano usare i loro poteri solo per loro stessi) e si serve di Gabriel Belmont per riuscirci - manipolandolo in certi momenti con la Maschera del Diavolo (nei quali gli fa uccidere la moglie Marie per poterlo spronare) -. Rivelata la sua vera identità e il suo piano, prima che possa usare la Maschera di Dio viene tradito da Satana che lo arde vivo. Tuttavia Zobek riesce miracolosamente a sopravvivere e chiede aiuto a Gabriel, ora divenuto il nuovo Signore dell'Ombra Dracul, per contrastare Satana in modo che non si vendichi su di loro. Tuttavia, anche nei progressi che lui e Dracul fanno, eliminando i discepoli di Satana, Zobek non si rende conto che ciò, in realtà, si tratta di un piano di Alucard (che ha in segreto preso il posto del suo luogotenente) per liberare finalmente il padre e per non lasciargli dominare la Terra, una volta tolto di mezzo Satana e poi Dracul. Scoperto l'inganno ingaggia una battaglia contro il suo vecchio rivale rivelando la sua vera forma da Signore dei Negromanti (molto simile al personaggio originale), ma alla fine viene sconfitto.
È doppiato da Masaharu Satō (voce giapponese in Castlevania: Symphony of the Night, Castlevania: Lament of Innocence, Castlevania: Curse of Darkness, Castlevania: Harmony of Despair e Castlevania: Grimoire of Souls), Takuo Kawamura (Castlevania: Harmony of Dissonance), Yukitoshi Hori (come Zead; voce giapponese in Castlevania: Curse of Darkness), Yasuhiko Tokuyama (voce giapponese in Castlevania: Portrait of Ruin), Dai Matsumoto (voce giapponese in Castlevania: The Dracula X Chronicles), Koichi Sakaguchi (voce giapponese in Castlevania Judgement), Masaru Suzuki (voce giapponese in Castlevania: Order of Ecclesia), Mugihito (voce giapponese in Castlevania: Lords of Shadow), Douglas Rye (voce inglese in Castlevania Judgement e Castlevania: The Adventure ReBirth), Patrick Stewart (voce inglese in Castlevania: Lords of Shadow e Castlevania: Lords of Shadow 2), Malcolm McDowell (serie animata Netflix), SungWon Cho (Vampire Survivors) e in italiano da Marco Panzanaro (serie animata Netflix).

### Carmilla
Carmilla (カーミラ?, Kāmira) è una serva di Dracula. Il nome fa riferimento al racconto gotico intitolato appunto Carmilla, del 1872. Appare per la prima volta in Castlevania II: Simon's Quest. Successivamente ritorna in Akumajō Dracula X Chi no Rondo e Castlevania: Circle of the Moon. Nel 1830, riesce a rianimare Dracula nel suo castello in Austria, senza però che questo riesca a recuperare i suoi pieni poteri; per fare ciò intendono sacrificare Morris Baldwin, padre di Hugh Baldwin e mentore di Nathan Graves, durante una eclissi di luna. Alla fine dello scontro con Nathan, Carmilla muore.

In Simon's Quest, il nome originale di Carmilla era la Vampira (女吸血鬼?, Jo Kyūketsuki, lit. "Vampiro femmina") nel manuale di istruzioni, sebbene gli indizi all'interno del gioco facciano riferimento a lei come "Carmilla".
In Rondo of Blood, Carmilla ha una compagna dai capelli blu, Laura (ローラ?, Rōra); Laura è in effetti un personaggio del racconto Carmilla.
In Castlevania: Lords of Shadow lei è una dei Signori dell'Ombra, il Signore dei Vampiri. Regna incontrastata nel suo castello e sul villaggio Wygol. Come in Castlevania: Circle of the Moon possiede una seconda forma molto simile a quella originale, ma con i tratti da pipistrello molto più accentuati. Ricompare in Castlevania: Lords of Shadow 2, tornata in vita nei ricordi di Dracul dove cerca di sedurlo, usando anche il suo sangue, ma alla fine viene definitivamente sconfitta.
È doppiata da Sayaka Ōhara (voce giapponese in Castlevania Judgement), Hōko Kuwashima (voce giapponese in Castlevania: Lords of Shadow), Sally Knivette (voce inglese in Castlevania: Lords of Shadow e Castlevania: Lords of Shadow 2), Jaime Murray (serie animata Netflix) e in italiano da Cinzia Massironi (serie animata Netflix).

### Satana
Il Satana (サタン?, Satan): è l'antagonista principale dell'intera serie reboot Castlevania: Lords of Shadow. Il personaggio è ispirato all'omonima figura religiosa, ed è colui che ha donato a Zobek la Maschera del Diavolo per permettergli di attuare il suo piano di conquista del mondo, ma per poterlo tradire e usare la Maschera di Dio per vendicarsi dell'Onnipotente. Presente nella battaglia finale, utilizza la Maschera di Dio per cercare di sconfiggere Gabriel, ma alla fine, con sua grande sorpresa, verrà sconfitto e farà cadere la Maschera che Gabriel userà per parlare con sua moglie. In questa versione è raffigurato come un uomo alto e pallido, con lunghi capelli neri, occhi gialli, vestito con una nube oscura e brandisce uno scettro (con il quale controlla la Magia della Luce e la Magia dell'Ombra); all'occorrenza può evocare due ali piumate nere.
È doppiato da Tomokazu Sugita (voce giapponese) e Jason Isaacs (voce inglese).

### Graham Jones
Graham Jones (グラハム・ジョーンズ?, Gurahamu Jōnuzu) è l'antagonista principale del gioco Castlevania: Aria of Sorrow. È nato nell'istante in cui Dracula è stato sconfitto e ha acquisito parte del suo potere. Ha fondato una setta religiosa che attende l'apocalisse. Graham è convinto di essere predestinato a divenire la reincarnazione di Dracula e quindi si reca al suo castello. Dopo aver sconfitto Yoko Belnades e Julius Belmont, Graham inizia ad assorbire l'energia rimasta nel castello, potenziandosi. Inizialmente non considera Soma una minaccia, ma quando scopre che il giovane possiede il Potere della Dominazione (il più grande tra i poteri di Dracula) si preoccupa. Dopo averlo sfidato ed essersi trasformato in una creatura mostruosa con il potere assorbito, Graham verrà sconfitto. Soma assorbirà il potere che era in lui, risvegliando la quasi totalità del potere di Dracula.
È doppiato da Tetsu Inada.

### Dario Bossi
Dario Bossi è uno dei due potenziali successori di Dracula scovati da Celia Fortner. È nato nell'esatto istante in cui Dracula è stato ucciso, assorbendo di conseguenza parte del suo potere. Dario è dotato di una grande capacità pirocinetica e ha una personalità brusca e combattiva.
Celia capisce ben presto che Dario ha bisogno di maggior potere e decide di invocare il demone del fuoco Aguni e di ancorarlo alla sua anima. Soma riesce a capire la fonte dei nuovi poteri di Dario e combatte direttamente il demone, distruggendo lui e le facoltà pirocinetiche di Bossi.
È doppiato da Takahiro Fujimoto.

### Dmitrii Blinov
Dmitrii Blinov è uno dei due potenziali successori di Dracula scovati da Celia Fortner. È nato nell'esatto istante in cui Dracula è stato ucciso, assorbendo di conseguenza parte del suo potere. Nella fattispecie, Blinov è in grado di copiare qualunque potere o abilità venga adoperato contro di lui. I suoi unici limiti risiedono nel non essere in grado di copiare anche la potenza dell'attacco e di non poter copiare abilità da mutaforma. Si lascia assorbire da Soma e riesce a copiare il potere della Dominazione, ma non è in grado di utilizzarlo appieno e ben presto le anime da lui assorbite prendono coscienza e si fondono in una creatura mostruosa, che lo dilania dall'interno.
È doppiato da Hidehiko Kaneko.

## Altri personaggi

### Albus
Albus è un personaggio di Castlevania: Order of Ecclesia ed è l'amico d'infanzia di Shanoa, e come lei anch'esso fa parte dell'ordine di Ecclesia. Albus svolge il ruolo di ricercatore nell'ordine, ed è il fido assistente di Barlowe. In combattimento una potente arma da fuoco simile a una pistola chiamata Agartha, che concentra il potere dei glifi nei suoi proiettili. Durante gli avvenimenti di Order of Ecclesia, Albus scopre che gli abitanti del villaggio Wygol sono discendenti del clan dei Belmont. Convinto che il loro sangue sia la soluzione per scampare alla morte dovuta all'utilizzo del potere magico Dominus, Albus rapisce gli abitanti del villaggio, preleva un campione del loro sangue e li imprigiona in vari angoli del paese. Durante l'avventura di Shanoa, Albus le fa avere alcuni pezzi del Dominus, ma viene in seguito corrotto dall'ultimo frammento, cambiando completamente la sua personalità e rendendolo schiavo del volere di Dracula. Dopo una lunga battaglia, Albus viene ucciso da Shanoa ma, tornato in sé, riesce a sopravvivere sotto forma di spirito e rivela a Shanoa i veri piani di Barlowe: resuscitare Dracula al costo della sua vita. Shanoa, venuta a sapere di questi fatti, si appresta a sconfiggere Barlowe e in seguito Dracula. Dopo aver utilizzato la magia Dominus per eliminare il vampiro, Shanoa rimane in fin di vita a causa dell'effetto mortale dell'incantesimo, ma Albus cede il suo spirito in cambio della vita dell'amica. Prima di sparire per sempre, il suo spirito chiede a Shanoa di sorridere almeno una volta.
Albus usa Acerbatus, un glifo oscuro, durante la sua battaglia contro Shanoa. La protagonista può assorbire questo glifo per utilizzarlo successivamente.
Albus è anche un personaggio giocabile segreto nel gioco, ottenibile una volta completata la storia con Shanoa.
È doppiato da Toshihiko Seki (voce giapponese) e Keith Silverstein (voce inglese in Castlevania: Order of Ecclesia) e Knox Clendenen (voce inglese in Castlevania: Grimoire of Souls).

### Barlowe
Barlowe è un personaggio di Castlevania: Order of Ecclesia ed è il fondatore dell'ordine di Ecclesia, creato per studiare i glifi come arma per contrastare Dracula. Le sue ricerche lo portarono alla scoperta di Dominus, un glifo dal potere devastante. Barlowe scelse dunque Shanoa come portatrice del Dominus. Nonostante tutto, Barlowe non voleva contrastare Dracula, bensì resuscitarlo, anche se la ragazza restò all'oscuro di questo fatto per tutto il tempo. Dopo aver saputo la verità da Albus, Shanoa raggiunge Barlowe e lo affronta, avendo la meglio. In un ultimo disperato tentativo, Barlowe sacrifica sé stesso per far risorgere Dracula e il suo castello, Castlevania, per poi morire.
In combattimento, Barlowe possiede la capacità innata di fluttuare a mezz'aria. Utilizza dei potenti glifi provenienti da dei libri, e riesce a creare palle infuocate o campi di forza elettrici. Shanoa può impossessarsi del glifo principale di Barlowe, denominato Globus.
È doppiato da Kōji Ishii (voce giapponese).